# 의녀
의녀(醫女)는 조선 시대의 여성 의원(醫員)이다.

## 역사
1406년(태종 6년) 제생원에 의녀를 처음 두었다. 이는 궁중 여성들이 남성 의원의 치료를 거부하다가 병이 심해지는 일이 생겼기 때문으로, 평민이나 천인중에서 선발한 여성들에게 기초 의학을 가르쳐 의료활동을 하게 하였다. 1423년(세종 5년)에 각도 계수관의 관비를 뽑아 의술을 가르치고, 의술을 배운 의녀는 본거지로 가 부녀를 치료하게 하여 의녀의 활동 무대가 지방까지 확대되었다. 세종은 의녀의 활동이 효과를 거두자 의료 혜택을 확대하기 위해 의녀 수를 늘렸다.
하지만, 중종 때는 조정 대신들의 연회에 의녀를 참석시키기도 하는 등 대우를 제대로 받지 못했다. 그래서 개화기 당시 간호사들은 의녀를 연상한 사람들에게 낮은 대우를 받았다. 민중들을 위한 병원인 혜민서에서도 의녀를 두었다.

## 단계
단계는 다음과 같다.
- 내의 : 의원으로 활동하는 의녀
- 간병의 : 공부하며 치료를 겸하는 의녀
- 초학의 : 교육받은 지 얼마 되지 않은 의녀

## 같이 보기
- 궁녀
- 기생
- 무수리
- 허준
- 한의학